# Boletinellus rompelii
Boletinellus rompelii är en svampart som först beskrevs av Pat. & Rick, och fick sitt nu gällande namn av Roy Watling 1997. Boletinellus rompelii ingår i släktet Boletinellus och familjen Boletinellaceae.   Inga underarter finns listade i Catalogue of Life.